# Carcinomatosis peritoneal
En medicina, la carcinomatosis  peritoneal  se define como la diseminación de un tumor maligno a través del peritoneo. Representa un estadio avanzado en la evolución de muchos tipos de cáncer que afectan a órganos abdominales, entre ellos el cáncer de ovario y el cáncer colorrectal. El peritoneo es una membrana de revestimiento que rodea internamente a la pared intestinal y envuelve a la mayor parte de los órganos del abdomen.

## Etiología
Los tumores malignos que con más frecuencia producen carcinomatosis peritoneal son los que se originan en órganos del abdomen y pelvis. El cáncer de ovario es el causante del 46% de los casos, seguido por el cárcinoma colorrectal que provoca el 31%. Otros tipos de cáncer que pueden ser causa de carcinomatosis peritoneal son el cáncer de estómago, hepatocarcinoma, cáncer de páncreas, cáncer de vejiga, cáncer de riñón y cáncer de endometrio.  Más raramente se debe a diseminación de tumores situados fuera del abdomen, entre ellos el cáncer de mama, cáncer de pulmón y melanoma maligno. Los tumores primitivos del peritoneo como el mesotelioma peritoneal, el carcinoma peritoneal primario y el pseudomixoma peritoneal también pueden causar carcinomatosis peritoneal, pero son extremadamente infrecuentes.

## Diseminación

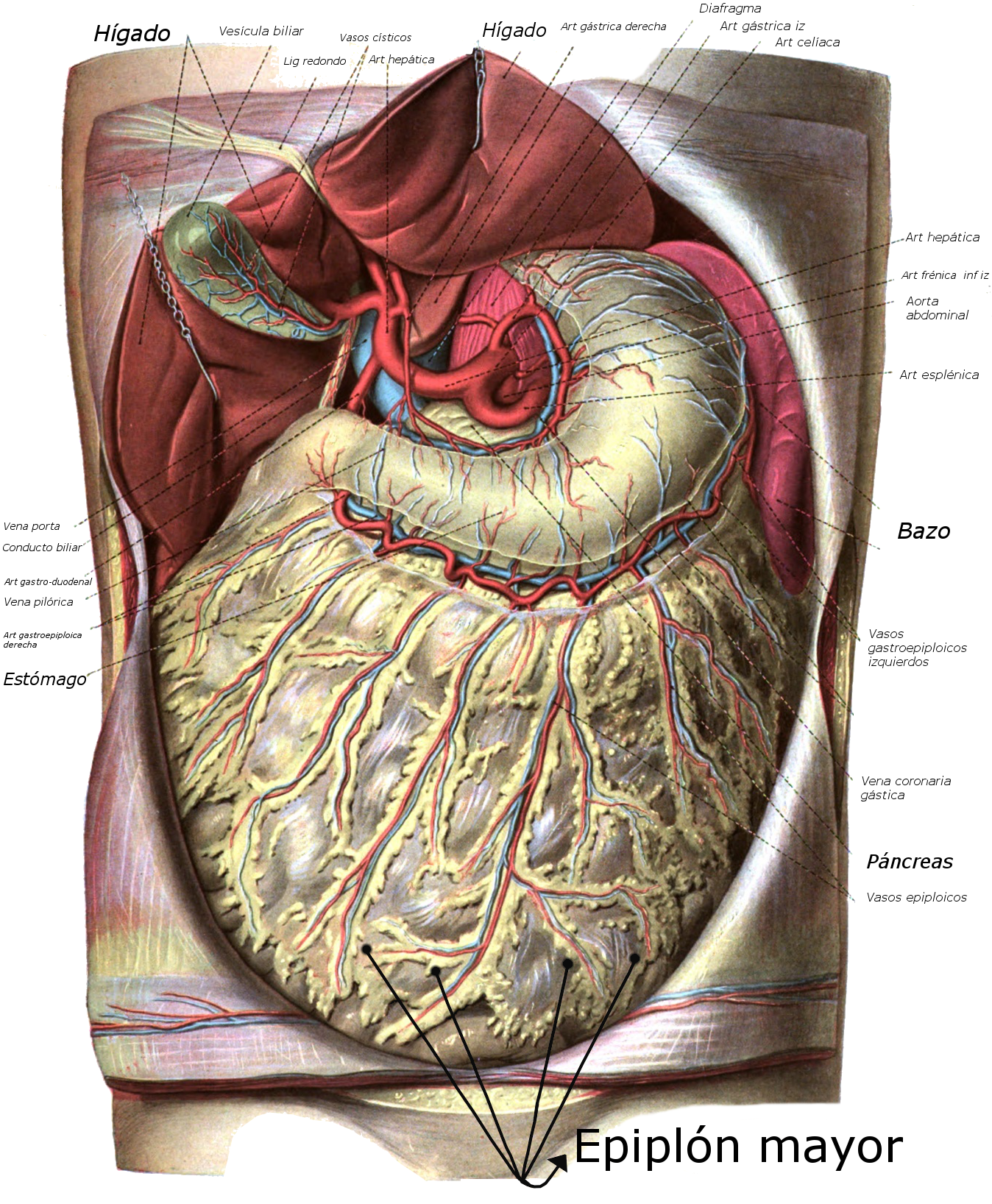
El epiplón mayor forma parte del peritoneo y a modo de delantal desciende desde el estómago hasta el colon al que se adhiere. Es una de las estructuras sobre la que se asienta la carcinomatosis peritoneal.

El proceso de diseminación del tumor primitivo al peritoneo puede tener lugar a través de varios mecanismo. Es preciso que un grupo de células tumorales málignas se separen del tumor original y alcancen la cavidad peritoneal. En el caso del cáncer de ovario las células malignas que se desprenden del tumor primitivo son transportadas directamente a través del líquido peritoneal que circula dentro del abdomen y la pelvis, dando lugar a metástasis generalizadas en el peritoneo. Otros mecanismos de diseminación son el líquido ascitico cuando existe ascitis, a través de los vasos linfáticos o mediante la circulación sanguínea (diseminación embólica hematógena).

## Tratamiento
Los principales procedimientos terapéuticos para tratar la carcinomatosis peritoneal son:
- Citorreducción.
- Peritonectomía
- Quimioterapia intraperitoneal o quimioterapia intraperitoneal hipertérmica.

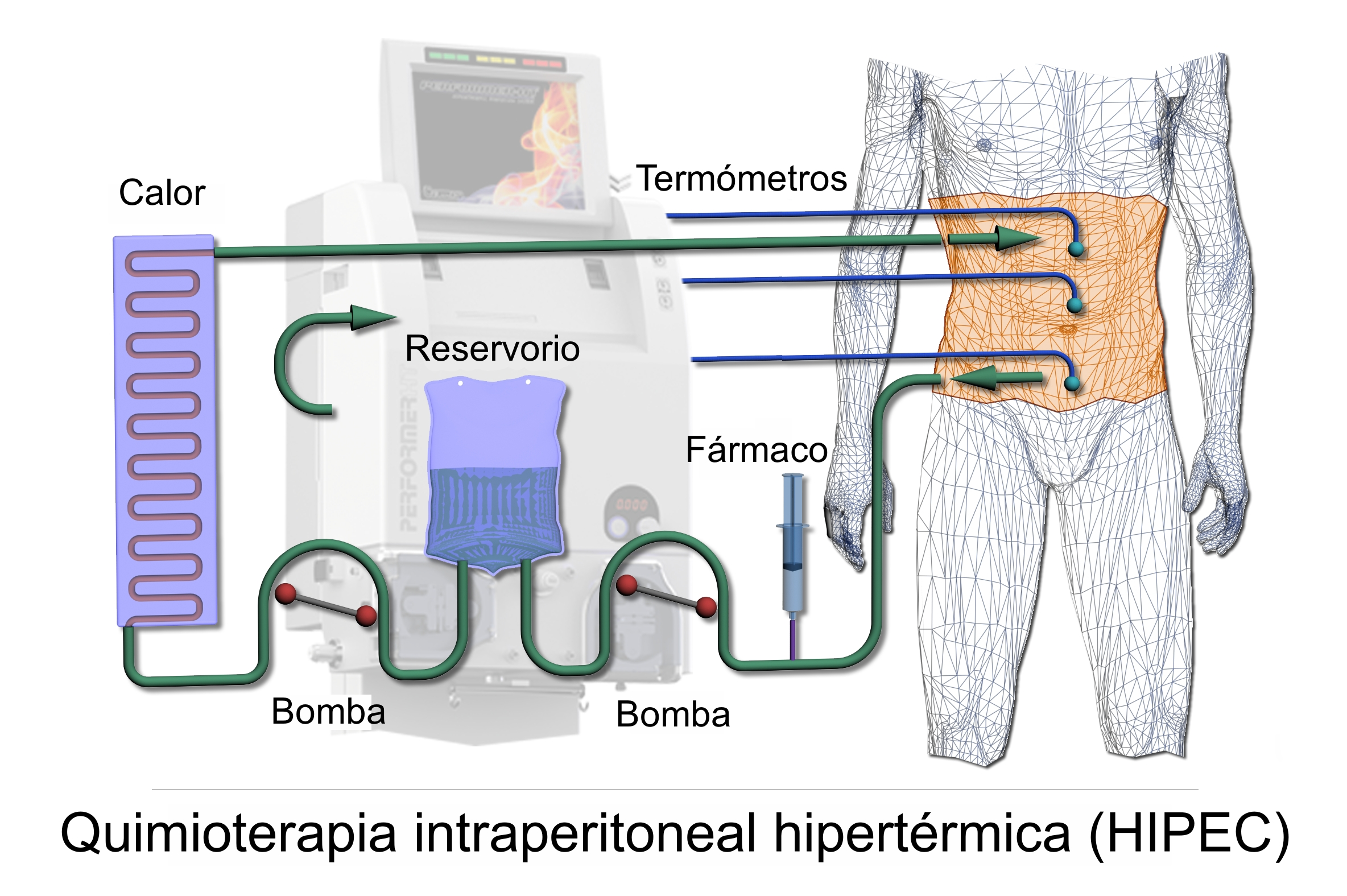
Representación esquemática del procedimiento de quimioterapia intraperitoneal hipertérmica.